# Крушина (Опольське воєводство)
Крушина (пол. Kruszyna, нім. Schönau) — село в Польщі, у гміні Скарбімеж Бжезького повіту Опольського воєводства.
Населення — 286 осіб (2011).

## Демографія
Демографічна структура станом на 31 березня 2011 року:
|          | Загалом | Допрацездатний вік | Працездатний вік | Постпрацездатний вік |
| -------- | ------- | ------------------ | ---------------- | -------------------- |
| Чоловіки | 137     | 18                 | 103              | 16                   |
| Жінки    | 149     | 24                 | 86               | 39                   |
| Разом    | 286     | 42                 | 189              | 55                   |